# Гурванбулаг (Баянхонгор)
Гурванбулаг (рус. Три родника) — сомон аймака Баянхонгор в Южной Монголии, площадь которого составляет 4 442 км². Численность населения по данным 2006 года составила 2 594 человек.